# Tlaltenango de Sánchez Román
Tlaltenango de Sánchez Román (kurz Tlaltenango) ist eine Stadt mit ca. 18.000 Einwohnern und der Hauptort einer aus mehreren Dörfern und Haziendas bestehenden Gemeinde (municipio) von etwa 35.000 Einwohnern im Bundesstaat Zacatecas im Norden Mexikos.

## Lage und Klima
Die Stadt Tlaltenango liegt am Río Tlaltenango zu Füßen der ca. 2500 m hohen Berge der Sierra de Morones im Südwesten des Bundesstaats Zacatecas ca. 675 km (Fahrtstrecke) nordwestlich von Mexiko-Stadt in einer mittleren Höhe von ca. 1700 m; die Stadt Zacatecas befindet sich ca. 175 km in nordöstlicher Richtung. Das Klima ist warm; Regen (ca. 750 mm/Jahr) fällt ganz überwiegend im Sommerhalbjahr.

## Bevölkerungsentwicklung
| Jahr      | 2000   | 2020   |
| Einwohner | 14.136 | 17.882 |

Der leichte aber stetige Bevölkerungszuwachs beruht im Wesentlichen auf der immer noch anhaltenden Zuwanderung von Familien aus den Dörfern der Umgebung.

## Wirtschaft
Mehrere Viehzucht betreibende Haziendas bestimmen die Wirtschaft im Umland; es werden entsprechend viele Futterpflanzen angebaut. Daneben sind auch der Anbau von Getreide (Mais, Weizen, Gerste) und der Obst- und Gemüseanbau (Bohnen, Chilis, Tomaten, Kaktusfeigen, Pfirsiche, Birnen, Feigen etc.) von Bedeutung. Auch die Forstwirtschaft spielt eine gewisse Rolle. In der Stadt selbst haben sich Kleinhändler, Handwerker und Dienstleister aller Art angesiedelt.

## Geschichte
Bislang wurden nur wenige archäologische Kleinfunde in der Region um Tlaltenango gemacht. Vor der Ankunft der Spanier gehörte die Gegend zum Siedlungsgebiet des kriegerischen Stammes der Caxcánes, einer Untergruppe der Chichimeken. Einer Chronik zufolge war der baskisch-stämmige Konquistador Diego de Ibarra, der Gründer der Stadt Zacatecas, um das Jahr 1568 der erste Europäer in der Gegend.

## Sehenswürdigkeiten
- Mehrere Kirchen bestimmen das Ortsbild. Die wehrhaft anmutende Fassade der Iglesia de Nuestra Señora de Guadelupe entstand wahrscheinlich noch im 16. oder frühen 17. Jahrhundert; der oktogonale Glockenturm (campanario) und Rest der Kirche sind deutlich jünger.
- Im von Häusern mit Erdgeschossarkaden umstandenen ehemaligen Rast- und Marktkomplex (El Parián) befinden sich heute kleinere Geschäfte und Restaurants.
- Die Casa de Cultura entstand erst im frühen 21. Jahrhundert.
- Eine fünfbogige Steinbogenbrücke (Puente de la Virgen) aus dem 18. oder 19. Jahrhundert befindet sich im Norden des Stadtgebiets.

Umgebung
- In der Umgebung der Stadt gibt es mehrere Haziendas.
- Auf dem ca. 18 km nordöstlich gelegenen Cerro de los Cristeros befindet sich eine große Christusstatue.